# Heydeniella crozetensis
Heydeniella crozetensis är en spindeldjursart som beskrevs av Ferdinand Richters 1907. Heydeniella crozetensis ingår i släktet Heydeniella och familjen Ologamasidae. Inga underarter finns listade i Catalogue of Life.